# 로버트 W. 펑크
로버트 W. 펑크 (Robert W. Funk, 1926년 7월 18일 - 2005년 9월 3일)는 미국의 성서 학자로서 예수 세미나와 캘리포니아주 산타 로사에 있는 비영리 단체인 웨스터 연구소의 설립자이다. 학자로서 펑크 (Funk)는 그가 성경적 문해력이라고 불렀던 것에 대한 연구와 교육을 장려했다. 해석학에 대한 그의 방법은 정통 기독교 신앙, 특히 역사적 예수에 관한 강한 회의적인 견해를 가지고 역사비평을  시도하였다. 그와 그의 동료들은 예수의 비유가 기존에 주장하고 있는 종교적 태도와 모순되는 충격적인 메시지를 담고 있다고 묘사했다.

## 학력
펑크는 버틀러 대학교 (Butler University)과 그 부속 기독교 신학교 (Christian Theological Seminary)에서 1950년과 1951년에 학사 학위와 석사 학위를 받았으며, 밴더빌트 대학교에서 1953년 박사 학위를 받았으며 구겐하임 펠로십와 시니어 풀 브라이트 장학생이었다.
그는 예루살렘에 있는 미국 동양 연구 학교에서 가르쳤으며 밴더빌트 대학교 (Vanderbilt University) 대학원 대학원장과 성서 학회 (Biblical Literature Society) 사무 총장을 역임했다. 그는 Scholars Press (1974-1980)의 창립자이자 초대 이사였다.

## 같이 보기
- 예수세미나
- 존 도미니크 크로산
- 마커스 보그
- 존 셸비 스퐁
- 존 S 클로펜버그
- 월터 윙크
- 제임스 로빈슨
- 로버트 M 프라이스

## 작품

### 책
- Funk, Robert W. (1961). 《A Greek Grammar of the New Testament and Other Early Christian Literature: A Translation and Revision of the ninth-tenth German edition incorporating supplementary notes of A. Debrunner》. Chicago, IL: University of Chicago Press. ISBN 9780226271101. OCLC 747562. - translator and revisor
- ——— (1966). 《Language, Hermeneutic and Word of God: the problem of language in the New Testament and contemporary theology》. New York: Harper & Row. OCLC 384346.
- ——— (1973). 《A Beginning-Intermediate Grammar of Hellenistic Greek》. Sources for Biblical Study 2. Missoula, MT: Society of Biblical Literature. OCLC 619856519.
- ——— (1975). 《Jesus as Precursor》. Semeia Supplements 2. Philadelphia, PA: Fortress Press. ISBN 9780800615024. OCLC 1993001.
- ——— (1982). 《Parables and Presence: forms of the New Testament tradition》. Philadelphia, PA: Fortress Press. ISBN 9780800606886. OCLC 8628426.
- ——— (1985). 《New Gospel Parallels》. Foundations and Facets. Philadelphia, PA: Fortress Press. ISBN 9780800621049. OCLC 11915771.
- ——— (1996). 《Honest to Jesus: Jesus for a New Millennium》. San Francisco, CA: HarperSanFrancisco. ISBN 9780060627577. OCLC 34967089.
- ——— (1998). 《The Acts of Jesus: The Search for the Authentic Deeds》. San Francisco, CA: HarperSanFrancisco. ISBN 9780060629786. OCLC 37854370.
- ——— (2002). 《A Credible Jesus: Fragments of a Vision》. Polebridge Press. ISBN 9780944344880.
- ——— (2006). 《Funk on Parables: Collected Essays》. Polebridge Press. ISBN 9780944344996.

### 편집
- Funk, Robert W.; Hoover, Roy W., 편집. (1993). 《The Five Gospels: The Search for the Authentic Words of Jesus》. New York: Macmillan. ISBN 9780025419490. OCLC 28421734.

### 논문
- “Enigma of the famine visit”. 《Journal of Biblical Literature》 75 (2): 130-136. June 1956.
- “The Wilderness”. 《Journal of Biblical Literature》 78 (3): 205-214. September 1959.